# Бабкин, Андрей Николаевич
 Андре́й Никола́евич Ба́бкин (род. 21 апреля 1969, Брянск) — российский космонавт-испытатель, заместитель по научно-исследовательской и испытательной работе командира отряда космонавтов Госкорпорации «Роскосмос», базирующегося в ФГБУ «НИИ ЦПК имени Ю. А. Гагарина». Опыта космических полётов не имеет. До поступления в отряд космонавтов работал ведущим научным сотрудником РКК «Энергия», кандидат технических наук.

## Биография
Андрей Николаевич Бабкин родился 21 апреля 1969 года в Брянске. В 1986 году окончил среднюю школу № 7 в городе Брянске и поступил в Брянский институт транспортного машиностроения. С 1987 по 1989 году проходил службу в Вооружённых Силах СССР. После демобилизации продолжил обучение в БИТМ, который окончил в 1990 году. В 1995 году с отличием окончил Московский авиационный институт имени Серго Орджоникидзе по специальности «Системы жизнеобеспечения и защиты летательных аппаратов».
С апреля 1997 года работал в РКК «Энергия» сначала инженером 2-й, затем 1-й категории в качестве специалиста и испытателя по внекорабельной деятельности (ВКД). Был заместителем, а позднее начальником команды технического обслуживания в составе поисково-спасательной службы на месте посадки транспортного космического корабля (ТПК) «Союз», с расширением сферы деятельности по исследованию организационно-технологических аспектов напланетных ВКД и поисково-спасательному обеспечению полётов перспективных транспортных кораблей нового поколения.
В 2005 году окончил заочную аспирантуру МАИ по специальности «Системный анализ, управление и обработка информации», в 2006 году защитил кандидатскую диссертацию на тему: «Формирование технико-эргономических требований к системе средств внекорабельной деятельности (ВКД) экипажа на поверхности Марса». С октября 2007 года работал ведущим научным сотрудником РКК «Энергия».
С 2008 года является одним из руководителей секции «К. Э. Циолковский и проблемы космического производства» научных чтений памяти К. Э. Циолковского, имеет более 40 научных публикаций.

### Космическая подготовка
В 2006 году принимал участие в отборе в отряд космонавтов РКК «Энергия», но к моменту проведения в августе 2008 Главной медицинской комиссии (ГМК) не смог устранить некоторые замечания по медицине и на ГМК не представлялся. Спустя два года, 4 марта 2010 года был признан годным по состоянию здоровья к спецтренировкам и 26 апреля 2010 года решением Межведомственной комиссии был рекомендован для зачисления в отряд космонавтов РКК «Энергия». 26 мая 2010 года назначен на должность кандидата в космонавты-испытатели (17-й набор в отряд космонавтов РКК «Энергия»). 15 ноября того же года приступил к полуторагодичной общекосмической подготовке в Центре подготовки космонавтов имени Гагарина.
22 января 2011 года переведен из отряда космонавтов РКК «Энергия» в сформированный в ФГБУ ЦПК им. Ю. А. Гагарина отряд космонавтов «Роскосмоса» на ту же должность.
В январе 2011 года принимал участие в тренировках на выживание в подмосковном лесу в составе условного экипажа вместе с Юрием Маленченко и Иваном Вагнером, в августе того же года приступил к лётной подготовке на самолёте Л-39, а в ноябре на подмосковном аэродроме Чкаловский приступил к тренировкам в условиях невесомости, воспроизводимой на борту самолета-лаборатории (СЛ) Ил-76 МДК.
В марте 2012 года приступил к тренировкам по ВКД в гидролаборатории ЦПК им. Ю. А. Гагарина. После окончания общекосмической подготовки был допущен к Государственному экзамену, который сдал 31 июля. 3 августа 2012 года Межведомственная квалификационная комиссия приняла решение о присвоения ему квалификации «космонавт-испытатель» после прохождения им отдельных видов подготовки из курса ОКП (парашютная подготовка).
С 10 по 12 августа 2012 года на космодроме Байконур в составе условного экипажа вместе с Денисом Матвеевым и Сергеем Кудь-Сверчковым принимал участие в практической отработке действий экипажа после приземления в условиях пустынной местности.
12 ноября 2012 года на повторном заседании Межведомственной квалификационной комиссии по результатам успешного прохождения отдельных видов подготовки из курса ОКП и по оценке подготовки кандидата в космонавты-испытатели принято решение о присвоении данной квалификации. 3 декабря 2012 года приказом начальника ЦПК назначен на должность космонавта-испытателя отряда «Роскосмоса».
8 — 9 июля 2014 года на базе 179-го учебного Центра МЧС (г. Ногинск Московской области) участвовал в тренировках по подъёмам на борт вертолёта, находящегося в режиме висения.

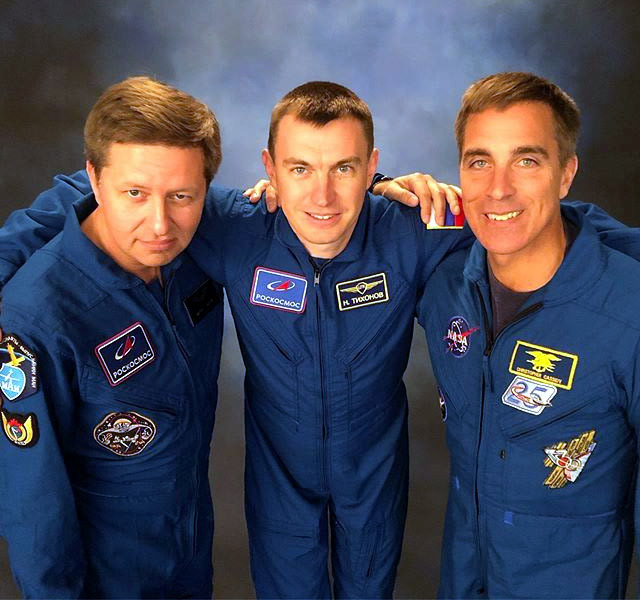
Экипаж ТПК «Союз МС-16» до 19 февраля 2020 года: Андрей Бабкин (слева), Николай Тихонов и Крис Кэссиди

В сентябре 2014 года принял участие в летных тренировках по проведению визуально-инструментальных наблюдений (ВИН) природных и антропогенных объектов озера Байкал и прилегающих к нему территорий. Тренировки выполнялись с борта самолёта-лаборатории Ту-134-ЛК.
7 июля 2016 года на форуме журнала «Новости космонавтики» появилось сообщение о назначении Бабкина в состав дублирующего экипажа корабля «Союз МС-08» и основного экипажа корабля «Союз МС-10». Однако 4 ноября 2016 года на форуме появилось новое сообщение, в соответствии с которым экипаж корабля «Союз МС-10» поменялся.
С октября 2017 года Бабкин находился в составе дублирующего экипажа МКС-57/58 с космонавтом «Роскосмоса» Олегом Скрипочкой и астронавтом НАСА Шеннон Уокер в качестве бортинженера ТПК «Союз МС-12» и бортинженера МКС. Однако в мае 2018 года программа полёта была пересмотрена, и места были переданы астронавтам НАСА в рамках погашения долга российской стороны в проекте «Морской старт».
С июня 2018 года Бабкин проходил подготовку в составе основного экипажа космических экспедиций МКС-61/62 в качестве бортинженера ТПК «Союз МС-14» и бортинженера МКС с космонавтом «Роскосмоса» Николаем Тихоновым и астронавтом НАСА Кристофером Кэссиди. Однако после аварии «Союз МС-10» полёт был перенесён, и в следующий запланированный запуск на МКС отправились Алексей Овчинин и Ник Хейг.
В августе 2018 года в Канаде успешно завершил курс CSA MRO с сертификацией по управлению манипулятором SSRMS. Затем продолжил подготовку в Космическом центре им. Л. Джонсона для повышения квалификации до уровня специалиста по ряду систем американского сегмента МКС, в том числе были проведены тренировки в лабораториях виртуальной реальности Alpha-Cupola по сопровождению и захвату кораблей Dragon, Cygnus, HTV, а также управлению SAFER, по отработке типовых операций EVA в скафандре EMU и управлению манипулятором SSRMS в гидролаборатории NBL. В феврале 2019 года получил сертификацию по работе с ESA Paylod и модулю Columbus в Германии. В мае 2019 года завершил курс JAXA с сертификацией по работе с оборудованием JEM и корабля HTV в Японии.
С апреля 2019 года по февраль 2020 года проходил подготовку в качестве бортинженера космических экспедиций МКС-63/64 и основного экипажа ТПК «Союз МС-16». 19 февраля 2020 года было официально объявлено, что российские члены основного экипажа пилотируемого корабля «Союз МС-16» — космонавты Роскосмоса Николай Тихонов и Андрей Бабкин заменены на дублеров по медицинским показаниям. С февраля по апрель 2020 года проходил подготовку в составе дублирующего экипажа МКС-63.
С мая 2020 года Бабкин находился в составе резервного экипажа МКС-64 и был включён в основной экипаж МКС-66 вместе с космонавтом Антоном Шкаплёровым в качестве бортинженера ТПК «Союз МС-17, 18, 19» и бортинженера МКС. Однако в рамках миссии его заменили на режиссёра Клима Шипенко и актрису Юлию Пересильд, которые отправились на орбиту для съёмки фильма «Вызов» после нескольких месяцев подготовки.
11 января 2021 года Межведомственная комиссия по отбору космонавтов и их назначению в составы экипажей пилотируемых кораблей и станций, основываясь на предписании Главной медицинской комиссии, заменила в составе дублирующего состава экспедиции МКС-65 космонавта-испытателя Андрея Бабкина на Олега Артемьева.
17 января 2021 года на форуме «Новости Космонавтики» появилось сообщение, что Андрей Бабкин получил от ГМК временную негодность. С октября 2021 года — заместитель командира отряда космонавтов по научно-исследовательской и испытательной работе.
В 2022 году прошёл врачебно-экспертную комиссию, готовился к полёту, но вновь получил отказ от ГМК по медицине. Бабкин прооперировался и получил от нескольких ведущих клиник заключение об отсутствии ограничений по нагрузкам и противопоказаний к профессиональной деятельности. Однако, Главная медицинская комиссия вновь забраковали его по здоровью из-за невозможности прогнозировать на несколько лет вперёд стабильность состояния космонавта. 5 сентября 2024 года исключён из лётного состава российского отряда космонавтов (его фамилия была убрана из списка действующих космонавтов на сайте ЦПК им. Ю. А. Гагарина). По информации ряда СМИ, сохранил должность заместителя командира по научной работе.
В сентябре 2024 года написал открытое письмо Президенту России Владимиру Путину, в котором выразил недоумение, что после 27 лет работы в космической отрасли и из них 14-ти лет нахождения в отряде космонавтов подготовки его под надуманным, по его мнению, предлогом отстранили от полётов и «предложили» перейти на другую работу.